# Hockey su pista nel 1950

## Cronologia degli eventi principali
- Dal 6 al 10 aprile a Montreux venne disputala la 24ª edizione della Coppa delle Nazioni; la nazionale inglese vinse il torneo per l'8ª volta nella sua storia.
- Dal 28 maggio al 2 giugno a Milano venne disputato il campionato del mondo; la nazionale portoghese vinse per la 4ª volta nella sua storia il torneo.

## Attività internazionale
| Competizione         | Edizione                        | Vincitore   | Titolo N° |
| -------------------- | ------------------------------- | ----------- | --------- |
| Campionato del mondo | Campionato mondiale Milano 1950 | Portogallo  | 4º titolo |
| Coppa delle Nazioni  | Coppa delle Nazioni 1950        | Inghilterra | 8º titolo |

## Attività di club
| Nazione        | Competizione            | Edizione                     | Vincitore      |
| -------------- | ----------------------- | ---------------------------- | -------------- |
| Francia        | Campionato francese     | Campionato francese 1950     | ASPTT Bordeaux |
| Germania Ovest | Campionato tedesco      | Campionato tedesco 1950      | Dortmund       |
| Inghilterra    | National Cup            | National Cup 1950            | Herne Bay RHC  |
| Italia         | Campionato italiano     | Serie A 1950                 | Novara         |
| Portogallo     | Campionato portoghese   | 1ª Divisão 1950              | Sintra         |
| Spagna         | Coppa del Generalissimo | Coppa del Generalissimo 1950 | CP Barcellona  |
| Svizzera       | Campionato svizzero     | Lega Nazionale A 1950        | Montreux       |

## Nazionale italiana

### Risultati

#### Campionato mondiale 1950
| Milano 28 maggio 1950 | Italia | 6 – 1 | Svizzera |  |

| Milano 29 maggio 1950 | Italia | 3 – 2 | Francia |  |

| Milano 30 maggio 1950 | Italia | 9 – 1 | Paesi Bassi |  |

| Milano 30 maggio 1950 | Italia | 5 – 1 | Inghilterra |  |

| Milano 31 maggio 1950 | Italia | 7 – 1 | Belgio |  |

| Milano 1º giugno 1950 | Italia | 3 – 0 | Germania Ovest |  |

| Milano 1º giugno 1950 | Italia | 4 – 0 | Spagna |  |

| Milano 2 giugno 1950 | Italia | 14 – 0 | Egitto |  |

| Milano 2 giugno 1950 | Portogallo | 4 – 1 | Italia |  |

#### Amichevoli
| Bordeaux 1 aprile 1923 | Sel. Bordeaux | 4 – 9 | Italia |  |

| Montreux 17 novembre 1950 | Svizzera | 4 – 4 | Italia |  |

| Milano 26 novembre 1950 | Italia | 7 – 6 | Svizzera |  |

### Riepilogo riassuntivo
|  | Competizione             | PT | G  | V  | N | P | GF | GS | Diff. |
|  | ------------------------ | -- | -- | -- | - | - | -- | -- | ----- |
|  | Campionato mondiale 1950 | 16 | 9  | 8  | 0 | 1 | 52 | 10 | +42   |
|  | Amichevoli               | -  | 3  | 2  | 1 | 0 | 20 | 14 | +6    |
|  | Totale                   | -  | 12 | 10 | 1 | 1 | 72 | 24 | +48   |